# Ambalantota Division
Ambalantota Division är en division i Sri Lanka.   Den ligger i distriktet Hambantota District och provinsen Southern Province, i den södra delen av landet, 150 km sydost om huvudstaden Colombo. Antalet invånare är 72 664.